# Neurocirurgia

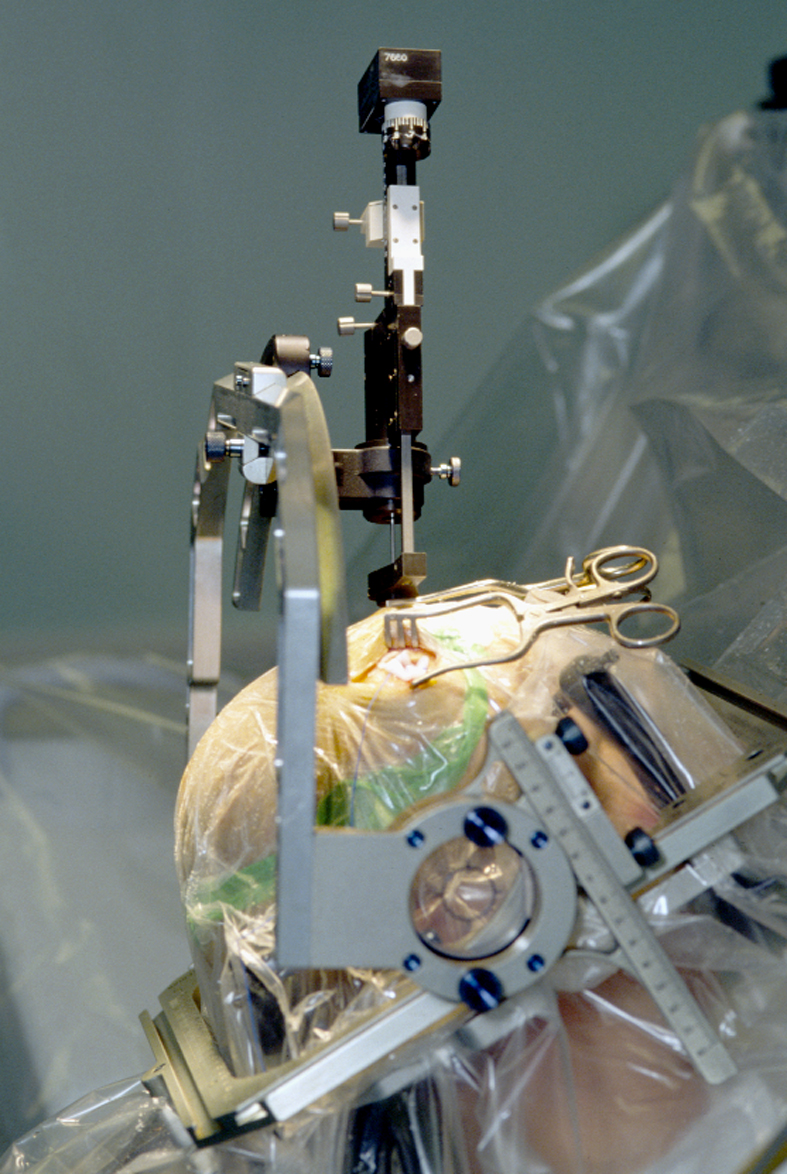
Inserció d'un elèctrode durant una operació de neurocirurgia per la Malaltia de Parkinson.

La neurocirurgia és una especialitat mèdica que s'encarrega de l'estudi i el tractament mèdic i quirúrgic de les malalties neurològiques, del sistema nerviós central (SNC), del sistema nerviós perifèric (SNP) i de les lesions al crani i a la columna vertebral.
La cirurgia neurològica (o neurocirurgia) és la disciplina de la medicina que proporciona la gerència operativa i sense efectes (IE, prevenció, diagnòstic, avaluació, tractament, i rehabilitació entre altres) de trastorns dels sistemes nerviosos centrals, perifèrics i autònoms, incloent-hi les seves estructures de suport i font vascular; l'avaluació i el tractament dels processos patològics que modifiquen la funció o l'activitat del sistema nerviós, incloent-hi la hipòfisi i la gerència operativa i sense efectes del dolor. Com a tal, la cirurgia neurològica comprèn el tractament radioquirúrgic, no quirúrgic i estereotàctic de l'adult i dels pacients pediàtrics amb trastorns del sistema nerviós: trastorns del cervell, de les meninges, de la base del crani, i de la seva font de sang, incloent-hi el tractament quirúrgic i endovascular de trastorns de la vascularització intracranial i extracranial que prové del cervell i de la medul·la espinal; trastorns de la glàndula pituïtària; trastorns de la medul·la espinal; de les meninges, i de la columna vertebral, incloent-hi els que poden requerir el tractament per la fusió, la instrumentació, o tècniques endovasculars; i de trastorns dels nervis cranials i espinals a través de la seva distribució.

## Malalties
Les malalties neuroquirúrgiques afecten sobretot al cervell, medul·la espinal i trastorns del nervi perifèric. Algunes de les malalties tractades pels neurocirurgians són:
- Hèrnia de disc lumbar.
- Hèrnia de disc cervical.
- Esclerosi espinal.
- Hidrocefàlia.
- Traumatismes cranials (hemorràgies cerebrals, fractures del crani, etc.).
- Traumatismes de la medul·la espinal.
- Lesions traumàtiques de nervis perifèrics.
- Tumors al cap.
- Tumors de l'espina dorsal, corda espinal i nervis perifèrics.
- Aneurismes cerebrals.
- Algunes formes de moviment hemorràgic.
- Algunes formes d'epilèpsia resistent a fàrmacs.
- Algunes formes de trastorns del moviment (Malaltia de Parkinson, Corea, Hemibalisme).
- Dolor inoperable de pacients amb càncer o amb trauma del nervi cranial/perifèric.
- Algunes formes de trastorns psiquiàtrics.
- Malformacions del sistema nerviós (Malformació d'Arnold-Chiari).